# Chuột đất
Chuột đất hay còn gọi là Bilby (Danh pháp khoa học: Macrotis) là một họ động vật có túi gồm nhiều loài chuột nhỏ bé, kỳ lạ với hình dạng lai tạp giữa thỏ và chuột túi, ngày nay chỉ có hai loài còn tồn tại. Chúng là loài đặc hữu của nước Úc. Ngoài ra một số loài chuột này còn được gọi là Dalgite ở Tây Úc, còn ở Nam Úc chúng còn được gọi với cái tên là Ngón út. Là thành viên lớn nhất họ thú có túi sống trên mặt đất, thường được gọi là "chuột đất", đây là loài chuột vòi sống ở châu Úc và là thành viên to lớn nhất trong họ hàng chuột túi Bandicoot. 

## Đặc điểm

### Mô tả
Bilby là loài chuột có vành tai rất to lớn. Đặc trưng của chuột bilby là đôi tai dài, to tựa loài thỏ giúp Bilby nghe tốt mọi hoạt động xung quanh chúng. Đôi tai lớn cũng là phương tiện giúp giảm lượng nhiệt cơ thể (thoát nhiệt) vì chuột bilby không có tuyến mồ hôi. Lông phần lưng của chuột bilby có mầu xám sậm, bụng màu trắng sáng. Với cái mõm dài, nhọn lúc nào cũng hồng rực, cộng với móng vuốt chi trước sắc dài, bilby là loài khỏe trong việc đào hang làm tổ.
Cái đuôi dài ngộ nghĩnh, luôn ngoe nguẩy là vũ khí giúp chúng hù dọa kẻ thù. Chiếc túi của Bilby quay ra phía sau, nên khi đào hang, đất sẽ không lọt vào trong túi. Khác với kangaroo chuột bilby cái có túi được cấu trúc sau lưng giúp túi luôn sạch sẽ trong khi đào hang, làm tổ. Nhìn chung, bề ngoài chúng giống kết quả lai tạp giữa thỏ và chuột túi kangaroo với đôi tai to quá khổ và chiếc mũi nhỏ kéo dài như cái vòi. 

### Tập tính
Là loài thú ăn tạp, chúng ăn tất cả các loài như hoa, củ, quả, ấu trùng, côn trùng, cho đến thịt của các loài khác. Chuột Bilby thường hoạt động về đêm và không cần uống nước, loài chuột này gần như không bao giờ uống nước, chúng có thể sống 3 năm mà chỉ ăn hạt khô bởi cấu tạo bên trong cơ thể giúp chúng có khả năng lấy nước từ ngay thức ăn của mình. Đây chính là khả năng thích nghi với điều kiện khô hạn.
Chúng là chuyên gia trong việc đào các đường hầm. Bilby được biết đến với khả năng đào hang ấn tượng, bằng cách sử dụng cánh tay mạnh mẽ và móng vuốt, chúng tạo ra đường hầm xoắn ốc lên đến 3m và sâu đến 2m. Hang của bilby thường nằm sâu dưới lòng đất từ 2–3m. Hang của những con chuột này khi đào rất sâu, có thể đến 2–3m. Độ sâu của hang giúp chúng lẩn tránh kẻ thù và tránh được cái nóng của mặt trời. 

### Sinh sản
Thời gian mang thai khá ngắn. Mỗi thai kỳ thường vào khoảng 12–14 ngày. Mỗi lứa chuột mẹ bilby thường cho ra từ 1–2 con non, tuy nhiên cũng có khi là 3–4 con. Khi còn là con non, những chú chuột bilby con sẽ nằm trong túi mẹ khoảng 80 ngày trước khi tách ra sống độc lập bên ngoài. Trong thời gian đó những chú chuột con sẽ tồn tại và phát triển nhờ bú sữa của mẹ chúng. Sau khoảng thời gian trên, chuột mẹ sẽ thả chuột con ra ngoài, tuy nhiên chúng còn bao bọc con của mình khoảng 15 ngày nữa trước khi cho chúng ra ở riêng. 

## Phân bố
Bilby lớn là thành viên sống sót duy nhất trong sáu loài chuột đất đã từng sống trong vùng khô hạn và bán khô cằn của Úc. Trước đây, chúng sống hầu hết trên lãnh thổ Úc, tuy nhiên hiện nay số lượng loài này giảm nghiêm trọng và chỉ còn sống ở một số vùng. Với hình dạng ngộ nghĩnh, đáng yêu, chuột bilby đã trở thành vật nuôi cưng của những người yêu chúng, vì vậy chúng bị săn bắt ồ ạt. Cộng với sự đe dọa của nhiều loài khác và sự thay đổi của môi trường sống, chuột bilby đang đứng trước nguy cơ tuyệt chủng.
Với môi trường sống bị giảm đến 80%, Bilby được xếp vào phân loại dễ bị tổn thương và có nguy cơ tuyệt chủng trên toàn quốc. Từ một thế kỉ trước, Bilby đã trải qua sự suy giảm số lượng đáng kể khi có sự can thiệp của con người. Sản xuất nông nghiệp đã thay đổi và giảm đáng kể môi trường sống của chúng. Đối với một số bộ lạc thổ dân, Bilby dại diện cho một biểu tượng, một đức tin của họ. Những hành động tàn phá môi trường của dân người nhập cư châu Âu chịu trách nhiệm về số lượng suy giảm của Bilby. Hiện nay Úc đã có kế hoạch nuôi dưỡng và bảo tồn loài thú này trong các công viên, khu bảo tồn động vật hoang dã.